# São João Nepomuceno (ort)
São João Nepomuceno är en ort i Brasilien.   Den ligger i kommunen São João Nepomuceno och delstaten Minas Gerais, i den sydöstra delen av landet, 800 km sydost om huvudstaden Brasília. São João Nepomuceno ligger 378 meter över havet och antalet invånare är 23 154.
Terrängen runt São João Nepomuceno är huvudsakligen kuperad, men åt sydväst är den platt. São João Nepomuceno är det största samhället i trakten.
Omgivningarna runt São João Nepomuceno är huvudsakligen savann. Runt São João Nepomuceno är det ganska glesbefolkat, med 23 invånare per kvadratkilometer.